# José Crettaz
José Ramón Crettaz (Nogoyá, Entre Ríos, Argentina; 18 de diciembre de 1976) es un periodista y docente argentino.

## Biografía
Crettaz se licenció en comunicación social por la Universidad Austral y cursó sus estudios de maestría en administración de empresas en la Universidad Argentina de la Empresa. 
En diciembre de 1997 ingresó en el diario La Nación, donde trabajó hasta 2017. Asimismo trabajó en el diario de negocios Buenos Aires Económico (BAE) en 1999) y fue secretario de redacción de MedioMundo, revista profesional de la Facultad de Comunicación de la Universidad Austral entre los años 2000 y 2001. 
Desde 2005, es miembro del FOPEA, entidad profesional dedicada a la promoción de la ética y calidad periodísticas. Además, se especializa en economía y la política de los medios y el entretenimiento. Fue editor de la revista Gobierno Digital, dedicada a la difusión de las nuevas tecnologías en el sector público; y colaborador de las revistas especializadas América Economía (Chile) y Estrategia y Negocios (El Salvador). También se desempeña como profesor en la Universidad Argentina de la Empresa (UADE).